# Serbenta (přítok Rovėji)
Serbenta je potok 4. řádu na severu Litvy, v Panevėžyském kraji, protéká východním okrajem okresu Biržai. Serbenta pramení 1 km na východ od vsi Skrebiškis, 18 km na východ od okresního města Biržai. Je to pravý přítok Rovėji, do které se vlévá 21,8 km od jejího ústí do Apašči, u vsi Ageniškis, 12 km na východ od okresního města Biržai. Teče převážně směrem západním. Za velmi chladných zim místy promrzá až ke dnu. V roce 1980 byla postavena hráz rybníka Ageniškio tvenkinys (rozloha: 23 ha).
Ves Ageniškis na jejím pravém břehu je zmiňována již roku 1520. Patřila významnému rodu Radvilů, potom ještě Kamarauskům (od roku 1760) a nakonec od roku 1811 Tiškevičům.

## Přítoky
Levé:
| Hydrologické pořadí | Řeka     | Délka (km) | Povodí (km²) | Vzdálenost od ústí (km) | Ústí kde  | Koordináty ústí                  |
| ------------------- | -------- | ---------- | ------------ | ----------------------- | --------- | -------------------------------- |
| 42010599            | S - 1    |            |              | 6,2                     | Vaiginai  | 56°10′36″ s. š., 25°0′53″ v. d.  |
| 42010622            | Agėniškė |            |              | 0,7                     | Ageniškis | 56°10′20″ s. š., 24°56′44″ v. d. |

Mnoho dalších nevýznamných levých přítoků.
Pravé:
| Hydrologické pořadí | Řeka   | Délka (km) | Povodí (km²) | Vzdálenost od ústí (km) | Ústí kde  | Koordináty ústí                 |
| ------------------- | ------ | ---------- | ------------ | ----------------------- | --------- | ------------------------------- |
| 42010519            | S - 2  |            |              | 5,6                     | Gajūnai   | 56°10′36″ s. š., 25°0′17″ v. d. |
| 42010621            | Molina |            |              | 3,6                     | Griaužiai | 56°11′ s. š., 24°58′46″ v. d.   |

Několik dalších nevýznamných pravých přítoků.